# Lago Majnic
Il lago Majnic (in russo Майниц?) è un grande lago alpino di origine tettonica dell'Estremo Oriente russo. Si trova nell'Anadyrskij rajon del Circondario autonomo della Čukotka.
Il nome deriva dal termine luoravetlan Majnygytgyn, “grande lago”.

## Descrizione
Il lago è situato sui contrafforti settentrionali della cresta Majngypil'gynskij dell'altopiano dei Coriacchi e si allunga in direzione nord-sud. Ha una superficie di 48,8 km² ed è al settimo posto per grandezza fra i laghi della Čukotka. Immissari i fiumi Gytgypokytkynvaam (che entra da sud) e Ergisgujgyveem, emissario il Gytgyveem che scorre a nord. Il lago è diviso in due parti da uno stretto: Grande e Piccolo Majnic (Большой и Малый Майниц), rispettivamente a nord e a sud. Nel Grande Majnic si trova un'isola. Il lago gela in ottobre e rimane ghiacciato fino a giugno.

## Flora e fauna
Sui pendii costieri che scendono verso il lago crescono boschi di ontano di tipo oceanico, boschetti di pino siberiano e betulla nana. Nella zona del lago sono presenti circa 200 specie di piante vascolari, incluse alcune specie protette.
Il lago è è zona di riproduzione del salmone rosso. È presente anche il salmone keta, il salmone rosa, il Salvelinus taranetzi, il salmerino malma, il coregone, il coregone artico, il Prosopium cylindraceum, il temolo della Kamčatka, il luccio, la bottatrice dalla coda sottile, il Cottus cognatus, il Phoxinus e lo spinarello a nove spine.